# Мариус Донкин
Мариус Иванов Донкин е български актьор.

## Биография
Роден е във Варна на 13 февруари 1950 г.
През 1971 г. завършва ВИТИЗ „Кръстьо Сарафов“ със специалност актьорско майсторство за дрматичен театър в класа на професор Боян Дановски.
Започва да играе в трупите на Драматичния театър в Пловдив и Театър „София“. След 1979 г. се мести в Народния театър „Иван Вазов“.
От лятото на 2016 г. до пролетта на 2022 г. е директор на Народния театър.

## Награди
Всички за ролята му в моноспектакъла „Господин Ибрахим и цветята на Корана“:
- „Кристален ангел“ на Фестивала „Видлуння“ в Украйна
- Голямата награда на „Албамонофест“ в Албания и
- „Gran Prix“ на ІХ международен фестивал на монодрамата в Битоля (Македония).

Почетен гражданин на София (2021)

## Театрални роли
- „Пред залез слънце“

ТВ театър
- „Добро и ръце“ (1987) (Константин Дуфев)
- „Болшевики“ (1980) (Михаил Шатров), 2 части – Загорски
- „Пластове“ (1977) (Петър Кольовски)
- „Неродена мома“ (1971) (Иванка Милева-Даковска)

## Филмография
| Година      | Филми/Сериали                                                  | Серии  | Копродукции                                     | Роля                                     |
| ----------- | -------------------------------------------------------------- | ------ | ----------------------------------------------- | ---------------------------------------- |
| 2014        | Знакът на българина                                            | 6      |                                                 | Демир Селимов (философа)                 |
| 2012        | Отплата                                                        | 12     |                                                 | адвокат Иван Стаменов; адвокат на Атанас |
| 2010 – 2016 | Мистическите истории                                           | 140    | Украйна                                         | Мариус Донкин                            |
| 2007        | Чифликът на чучулигите – („La masseria delle allodole“)        |        | Италия / България / Испания /Франция / Германия | д-р Киркор                               |
| 2006        | „Китайката“ – („La moglie cinese“)                             | 4      | Италия / България                               | адвокат Дандоло                          |
| 2003        | Сорая – („Soraya“)                                             |        | Италия / Германия / франция                     | премиер-министъра Размара                |
| 2003        | Крака за милиони                                               |        |                                                 | председател на НС                        |
| 2003 – 2013 | По съвест – („Un caso di coscienza“) Подозрения – (2 заглавие) | 30     | Италия / България                               | Марио Пиерсанти                          |
| 1998        | Дълбоко в сърцето – („In fondo al cuore“)                      | 2 ч.   | Италия / Германия                               |                                          |
| 1988        | Бащи и синове                                                  | 5      |                                                 | Атанас Гюлев, заместник главен редактор  |
| 1988        | Неизчезващите                                                  | 5      |                                                 | Атанас Гюлев, заместник главен редактор  |
| 1987        | Беглец                                                         |        |                                                 | съседът Георги                           |
| 1987        | Време за път                                                   | 5      |                                                 | Атанас Гюлев                             |
| 1987        | Дом за нашите деца                                             | 5      |                                                 | Атанас Гюлев                             |
| 1986        | Делници и празници                                             | 4 нов. |                                                 |                                          |
| 1984        | Златният век                                                   | 11     |                                                 | цар Симеон                               |
| 1984        | Последното приключение                                         |        |                                                 | Атанас Ковачев                           |
| 1978        | Златният ключ                                                  |        |                                                 | Паун Калеков, офицер                     |
| 1974        | Шосе Е-107 (тв)                                                |        |                                                 |                                          |
| 1973        | Последна проверка                                              | 12     |                                                 |                                          |
| 1972        | Тихият беглец                                                  |        |                                                 |                                          |
| 1971        | Istanbul-Masche                                                |        | ГДР                                             | келнер                                   |
| 1970        | Петимата от Моби Дик                                           |        |                                                 | Лазар                                    |

## Кариера в дублажа
Донкин озвучава във филмите, издадени в България от Мулти Видео Център, Брайт Айдиас, както и във филми и сериали за БНТ и Нова телевизия.

### Сериали
- „Госпожа Съблазън“, 1995
- „Тропическа прическа“

### Анимационни филми
- „Книга за джунглата“ – Багира, 2000
- „Книга за джунглата 2“ – Багира
- „Планетата на съкровищата“ – Разказвач, 2002
- „Тигър“ – Разказвач, 2001
- „Цар лъв“ – Муфаса (Джеймс Ърл Джоунс), 2003
- „Цар лъв 2: Гордостта на Симба“ – Муфаса (Джеймс Ърл Джоунс), 2004

### Игрални филми
- „Бебето беглец“ (дублаж на БНТ), 1997
- „Борба за справедливост“ (дублаж на Брайт Айдиас), 1992
- „Катерачът“ (дублаж на Мулти Видео Център)
- „Мисис Даутфайър“ (дублаж на БНТ), 1999
- „Пасажер 57“ (дублаж на БНТ), 1998
- „Ченгето от Бевърли Хилс“ (дублаж на БНТ)